# Iskushuban

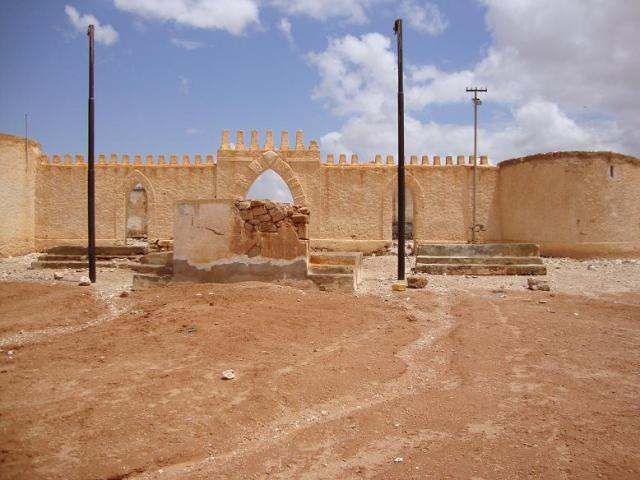
Straßenszene aus Iskushuban in Somalia.

Iskushuban (auch Isku-Shuban oder italienisch Scusciuban geschrieben) ist ein Ort im Nordosten Somalias mit etwa 5900 Einwohnern. Es liegt im Landesinneren in der Region Bari, die Teil des faktisch autonomen Puntland ist, und ist Hauptort des Distrikts Iskushuban.
Die Bewohner von Iskushuban gehören mehrheitlich dem Clan der Leelkase-Darod an. Der Ort verfügt über einen Flughafen.